# Maschennetz (Stromversorgung)
Ein Maschennetz ist eine spezielle Form von Stromnetz, welches in der Topologie durch eine Vielzahl von Knoten und Maschen bestimmt ist. Maschennetze weisen im Regelfall mehrere Einspeisepunkte wie beispielsweise Kraftwerke auf und verteilen elektrische Energie über mehrere Verbindungsleitungen, wie beispielsweise Freileitungen, zu den einzelnen Verbrauchern. 
Ein Beispiel für ein Maschennetz stellt das Verbundnetz auf der Übertragungsnetzebene dar. Daneben finden Maschennetze in kleineren Umfang auf Mittelspannungsebene und bei 110-kV-Verteilnetzen Anwendung. Ausgedehnte Niederspannungsnetze, insbesondere in städtischen Bereichen, können in Ausnahmefällen auch als einfach oder mehrfach gespeistes Maschennetz ausgeführt sein.

## Allgemeines
Ein Maschennetz bietet bei entsprechender Auslegung gegenüber anderen Netztopologien wie dem Strahlennetz und Ringnetz die höchste Versorgungssicherheit, ist aber im Aufbau und Betrieb aufwändiger. Verbraucher, beispielsweise im Hochspannungsnetz einzelne untergeordnete Umspannwerke, werden in Maschennetzen immer von zwei oder mehr Seiten und von zwei oder mehreren Speisepunkten aus versorgt.
Maschennetze erfordern einen komplexen Netzschutz und Einrichtungen wie das Distanzschutzrelais, um Fehler nicht nur zu erkennen, sondern auch die Fehlerposition im Netz bestimmen zu können. Auch müssen im normalen Betrieb die Leistungsflüsse von den Erzeugern wie Kraftwerken zu den Verbrauchern auf den verschiedenen einzelnen Verbindungsleitungen im Maschennetz innerhalb der jeweiligen maximal zulässigen Belastungsgrenzen gehalten werden, neben Beachtung wie der N-1-Regel.
Seit den 1990er-Jahren werden viele dieser Prüfungen durch SCADA Systeme in der Netzleitstelle weitgehend unterstützt und automatisiert.

## Lastflusssteuerung
Die Steuerung der Leistungsflüsse der einzelnen Leitungen erfolgt in Maschennetzen über die Beeinflussung der Knotenspannung, welche unabhängig von der Wirkleistung durch die Blindleistungsflüsse beeinflusst werden können. Diese Möglichkeit besteht nur bei elektrischen Energienetzen, die mit Wechselspannung betrieben werden. Üblicherweise wird aus Effizienzgründen Dreiphasenwechselspannung im Rahmen der Drehstrom-Hochspannungs-Übertragung gewählt. Bei Gleichspannung, wie es bei der Hochspannungs-Gleichstrom-Übertragung (HGÜ) der Fall ist, ist prinzipbedingt keine Blindleistung vorhanden, weshalb HGÜ-Systeme nur für direkte Endpunktverbindungen zum Einsatz kommen und keine räumlich ausgedehnte Maschennetze bilden können. 
Die einzelnen Knotenwechselspannungen in einem Maschennetz lassen sich zum einen direkt über Kraftwerke regeln, zum anderen indirekt über die Steuerung der Blindleistungsflüsse in Umspannwerken beeinflussen. Dabei stehen folgende Methoden im Stromnetz zur Verfügung:
- in Kraftwerken direkt bei den Synchrongeneratoren durch Veränderung der magnetischen Erregung
- unter Last unterbrechungsfrei schaltbare Stufenschalter für Leistungstransformatoren, auch als Längsregelung bezeichnet
- Einsatz von Phasenschiebertransformatoren auf einzelnen Leitungen, auch als Querregelung bezeichnet
- freilaufende Synchrongeneratoren, die ohne mechanische Last mit variabler Erregung betrieben werden und an ausgesuchten Knotenpunkten – üblicherweise sind dies größere Umspannwerke – als rotierender Phasenschieber installiert sind
- Systeme der Leistungselektronik wie das Flexible-AC-Transmission-System (FACTS)
- statische Blindleistungskompensation mittels Reihen- und Paralleldrosselspulen und Kondensatorbatterien in Shunt- oder Reihenschaltung.

Im Rahmen der Mittelspannungsrichtlinie müssen auch kleinere und dezentrale Erzeugeranlagen wie Windkraftanlagen auf Anforderung des Netzbetreibers – technisch wird dies über entsprechende Wechselrichter mit Datenschnittstellen zur Fernsteuerung realisiert – induktive oder kapazitive Blindleistung in gewissen Umfang in das Netz einspeisen können.